# Producción de entropía

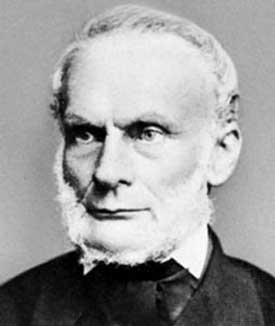
Rudolf Clausius.

La producción de entropía determina el rendimiento de máquinas térmicas como plantas de energía, motores de combustión, refrigeradores, bombas de calor y acondicionadores de aire. También juega una función clave en la termodinámica de procesos irreversibles.

## Breve historia
La entropía es producida en procesos irreversibles. La importancia de evitar los procesos irreversibles (por tanto reduciendo la producción de entropía) fue reconocida a principios de 1824 por Carnot. 
En 1867 Rudolf Clausius extendió su trabajo previo de 1854 en el concepto de “unkompensierte Verwandlungen” (transformaciones no compensadas), el cual, en nuestra nomenclatura moderna, sería nombrada producción de entropía.
En el mismo artículo en el cual introdujo el nombre de entropía, Clausius otorga la expresión para la producción de entropía (para un sistema cerrado), el cual denota por N, en ecuación (71) que se lee
{\displaystyle N=S-S_{0}-\int {\frac {dQ}{T}}.}
Aquí S es la entropía en el estado final y la integral es tomada del estado inicial al estado final. Del contexto está claro que N = 0 si el proceso es reversible y N > 0 en caso de un proceso irreversible.

## Primera y segunda ley

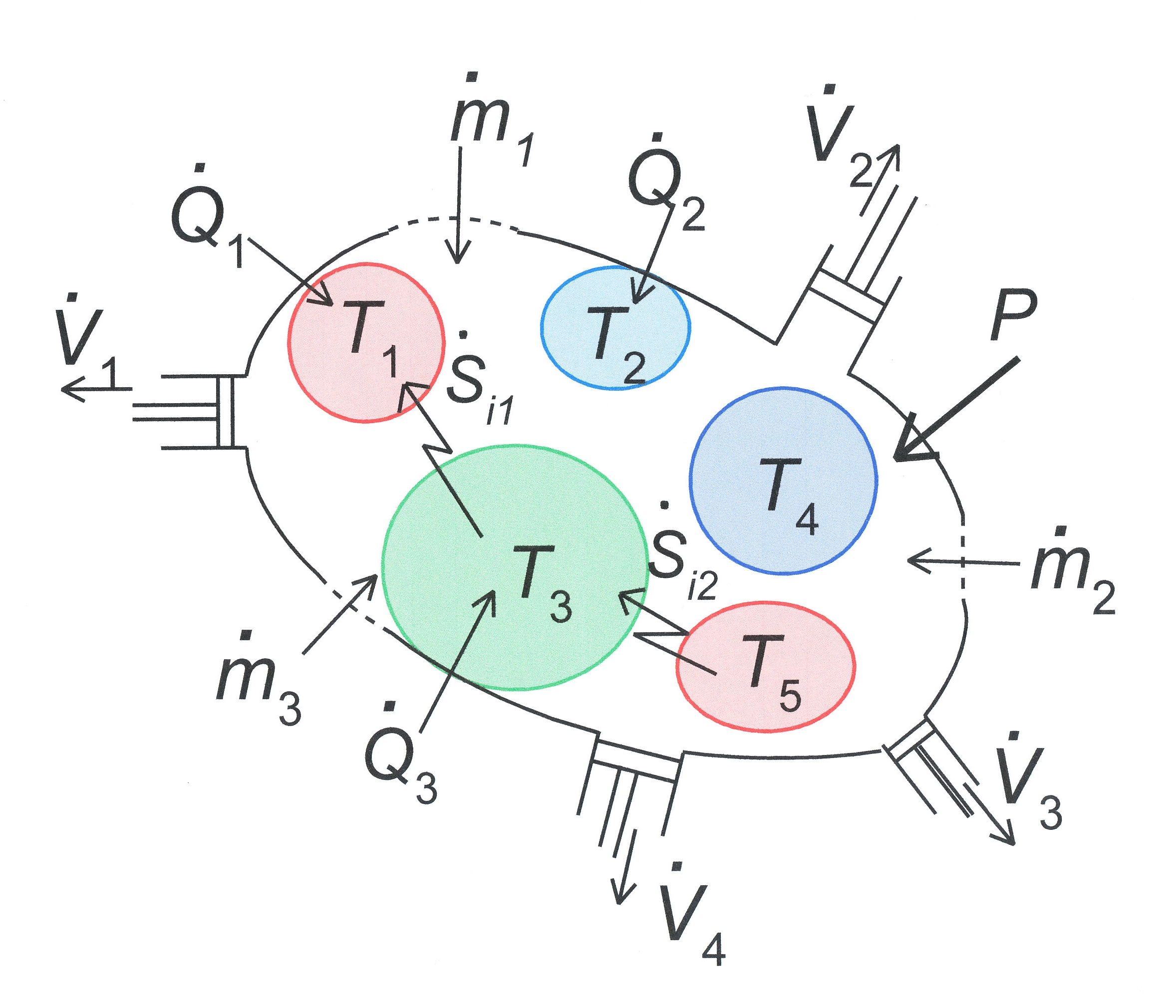
Fig. 1. Representación general de un sistema no homogéneo que consiste en un número de subsistemas. La interacción del sistema con el entorno es a través de intercambio de calor y otras formas de energía, el flujo de la materia, y los cambios de forma. Las interacciones internas entre los diversos subsistemas son de naturaleza similar y conducen a la producción de entropía.

Las leyes de los sistemas termodinámicos aplican a sistemas bien definidos. Fig. 1 es una representación general de un sistema termodinámico. Nosotros consideramos sistemas los cuales, en general, son no homogéneos. El calor y la masa son transferidos a través de las fronteras (no adiabáticas, sistemas abiertos), y las fronteras están moviéndose (usualmente a través de pistones). En nuestra formulación asumimos que la transferencia de calor y masa, y los cambios de volumen toman lugar solo por separado en regiones bien definidas de las fronteras del sistema. La expresión, aquí dada, no es de las formulaciones más generales de la primera y segunda ley. P. ej. la energía cinétca y plazos de energía potencial faltan e intercambio del asunto por difusión está excluido.
La tasa de producción de entropía, denotado por {\displaystyle {\dot {S}}_{i}}, que es un elemento clave de la segunda ley de termodinámica para sistemas no homogéneos abiertos el cual es
{\displaystyle {\frac {{\mathrm {d} }S}{{\mathrm {d} }t}}=\Sigma _{k}{\frac {{\dot {Q}}_{k}}{T_{k}}}+\Sigma _{k}{\dot {S}}_{k}+\Sigma _{k}{\dot {S}}_{ik}{\text{ con }}{\dot {S}}_{ik}\geq 0.}
Aquí S es la entropía del sistema; Tk es la temperatura a la cual el flujo de calor {\displaystyle {\dot {Q}}_{k}} entra al sistema {\displaystyle {\dot {S}}_{k}={\dot {n}}_{k}S_{mk}={\dot {m}}_{k}s_{k}}; representa el flujo de entropía dentro del sistema en la posición k, debido al flujo de materia en el sistema {\displaystyle ({\dot {n}}_{k},{\dot {m}}_{k}} molar y flujo másico y Smk y sk son la entropía molar (i.e. entropía por mol) y entropía específica (i.e. entropía por unidad de masa) de la materia, fluyendo en el sistema, respectivamente. {\displaystyle {\dot {S}}_{ik}} representa la tasa de producción de entropía debido a procesos internos. El subíndice i en{\displaystyle {\dot {S}}_{ik}} se refiere al hecho que la entropía es producida debido a procesos irreversibles. La tasa de producción de entropía de cada proceso en la naturaleza es siempre positivo o cero. Esto es un aspecto esencial de la segunda ley.
La ∑ indica la suma algebraica de las respectivas contribuciones si hay más flujos de calor, flujos de materia, y procesos internos.
Para demostrar el impacto de la segunda ley, y la función de la producción de entropía, tiene que ser combinado con la primera ley que es: 
{\displaystyle {\frac {{\mathrm {d} }U}{{\mathrm {d} }t}}=\Sigma _{k}{\dot {Q}}_{k}+\Sigma _{k}{\dot {H}}_{k}-\Sigma _{k}p_{k}{\frac {{\mathrm {d} }V_{k}}{{\mathrm {d} }t}}+P,}
con U la energía interna del sistema.
{\displaystyle {\dot {H}}_{k}={\dot {n}}_{k}H_{mk}={\dot {m}}_{k}h_{k}} la entalpía fluye al sistema debido a que la materia fluye hacia el sistema (Hmk su entalpía molar, hk la entalpía específica (i.e. entalpía por unidad de masa)), y dVk/dt son los flujos de cambio del volumen del sistema debido al movimiento de una frontera en la posición k mientras Pk es la presión detrás de esa frontera; P representa todas las demás formas de aplicación de energía (como eléctrico).
La primera y segunda ley han sido formuladas en términos de derivadas de tiempo de U y S, más que en términos de diferenciales totales dU y dS donde es implícitamente supuesto que dt > 0. Entonces, la formulación en términos de derivadas de tiempo es más elegante. Una ventaja incluso más grande de esta formulación es, sin embargo, que enfatiza que el flujo de calor y la energía son las propiedades termodinámicas básicas y que el calor y el trabajo son cantidades derivadas siendo las integrales de tiempo del flujo de calor y la energía respectivamente.

## Ejemplos de procesos irreversibles
La entropía es producida en procesos irreversibles. Algunos procesos irreversibles importantes son:
- Flujo de calor a través de una resistencia térmica
- Flujo de un fluido a través de una resistencia de flujo como en la expansión de Joule o el efecto Joule-Thomson
- Difusión
- Reacciones químicas
- Calentamiento de Joule
- Fricción entre superficies sólidas
- Viscosidad de fluidos dentro de un sistema.

La expresión para la tasa de producción de entropía en los primeros dos casos será deducida en secciones separadas.

## Rendimiento de motores de calor y refrigeradores
La mayoría de los motores de calor y de los refrigeradores son máquinas cíclicas cerradas. En el estado estacionario la energía interna y la entropía de las máquinas después de que un ciclo son las mismas como en el comienzo del ciclo. Por lo tanto, en general, dU/dt = 0 y dS/dt = 0 puesto que U y S son funciones de estado. Además si son sistemas cerrados {\displaystyle ({\dot {n}}=0)} y el volumen está fijado (dV/dt = 0) Esto lleva a una simplificación significante de la primera y segunda ley:
{\displaystyle 0=\Sigma _{k}{\dot {Q}}_{k}+P}
Y
{\displaystyle 0=\Sigma _{k}{\frac {{\dot {Q}}_{k}}{T_{k}}}+{\dot {S}}_{i}.}
El sumatorio está sobre los (dos) sitios donde el calor es añadido o removido.

### Motores
Para un motor de calor (Fig.2a) la primera y segunda ley obtiene la forma
{\displaystyle 0={\dot {Q}}_{H}-{\dot {Q}}_{a}-P}
Y
{\displaystyle 0={\frac {{\dot {Q}}_{H}}{T_{H}}}-{\frac {{\dot {Q}}_{a}}{T_{a}}}+{\dot {S}}_{i}.}
Aquí {\displaystyle {\dot {Q}}_{H}} es el calor suministrado en la temperatura alta Th, {\displaystyle {\dot {Q}}_{a}} es el calor removido a temperatura ambiente Ta, y P es la energía entregada por el motor. Eliminando {\displaystyle {\dot {Q}}_{a}} da
{\displaystyle P={\frac {T_{H}-T_{a}}{T_{H}}}{\dot {Q}}_{H}-T_{a}{\dot {S}}_{i}.}
La eficiencia está definida por
{\displaystyle \eta ={\frac {P}{{\dot {Q}}_{H}}}.}
Si {\displaystyle {\dot {S}}_{i}=0} el rendimiento del motor está en su máximo y la eficiencia es igual a la eficiencia de Carnot
{\displaystyle \eta _{C}={\frac {T_{H}-T_{a}}{T_{H}}}.}

### Refrigeradores
Para refrigeradores (fig.2b) sostiene que
{\displaystyle 0={\dot {Q}}_{L}-{\dot {Q}}_{a}+P}
Y
{\displaystyle 0={\frac {{\dot {Q}}_{L}}{T_{L}}}-{\frac {{\dot {Q}}_{a}}{T_{a}}}+{\dot {S}}_{i}.}
Aquí P es la potencia suministrada para producir el calor enfriado {\displaystyle {\dot {Q}}_{L}} a una temperatura baja TL. Eliminando {\displaystyle {\dot {Q}}_{a}} ahora da
{\displaystyle {\dot {Q}}_{L}={\frac {T_{L}}{T_{a}-T_{L}}}(P-T_{a}{\dot {S}}_{i}).}
El Coeficiente de Rendimiento de un refrigerador está definido como:
{\displaystyle \xi ={\frac {{\dot {Q}}_{L}}{P}}.}
Si {\displaystyle {\dot {S}}_{i}=0} el rendimiento del refrigerador esta en un nivel máximo. En este caso el COP está dado por el Coeficiente de Rendimiento de Carnot
{\displaystyle \xi _{C}={\frac {T_{L}}{T_{a}-T_{L}}}.}

### Disipación de potencia
En ambos casos encontramos una contribución de {\displaystyle T_{a}{\dot {S}}_{i}} que reduce el rendimiento del sistema. El producto de la temperatura ambiente y la tasa de producción de entropía {\displaystyle P_{diss}=T_{a}{\dot {S}}_{i}}

## Equivalencia con otras fórmulas
Es interesante investigar cómo por encima de la formulación matemática de la segunda ley se relaciona con otras formulaciones bien conocidas de la segunda ley.
Primero veamos una bomba de calor, suponiendo que {\displaystyle {\dot {Q}}_{a}=0} En otras palabras,: el flujo de calor {\displaystyle {\dot {Q}}_{H}} se convierte completamente en potencia. En este caso la segunda ley se reduciría a
{\displaystyle 0={\frac {{\dot {Q}}_{H}}{T_{H}}}+{\dot {S}}_{i}.}
Desde que {\displaystyle {\dot {Q}}_{H}\geq 0} y {\displaystyle T_{H}>0} esto sería resultado en {\displaystyle {\dot {S}}_{i}\leq 0} el cual viola la condición que la producción de entropía es siempre positiva. De ahí: Ningún proceso es posible en el que el resultado único es la absorción de calor de un depósito y su conversión completa a trabajo. Este es el enunciado de Kelvin de la segunda ley.
Ahora mire el caso del refrigerador y suponga que el trabajo de entrada es cero. En otras palabras: el calor es transportado de una temperatura baja a una temperatura alta sin hacer trabajo en el sistema. La primera ley con P =0 daría
{\displaystyle {\dot {Q}}_{L}={\dot {Q}}_{a}}
Y la segunda ley entonces da
{\displaystyle 0={\frac {{\dot {Q}}_{L}}{T_{L}}}-{\frac {{\dot {Q}}_{L}}{T_{a}}}+{\dot {S}}_{i}}
O
{\displaystyle {\dot {S}}_{i}={\dot {Q}}_{L}\left({\frac {1}{T_{a}}}-{\frac {1}{T_{L}}}\right).}
Entonces si {\displaystyle {\dot {Q}}_{L}\geq 0} y {\displaystyle T_{a}>T_{L}} esto resultaría en {\displaystyle {\dot {S}}_{i}\leq 0} lo que otra vez viola la condición de que la producción de entropía es siempre positiva. De ahí procede: Ningún proceso es posible donde su único resultado es la transferencia de calor de un cuerpo de temperatura más baja a un cuerpo de temperatura más alta. Este es el enunciado de Clausius de la segunda ley.

## Expresiones para la producción de entropía

### Flujo de calor
En caso de un flujo de calor {\displaystyle {\dot {Q}}} de T1 a T2, la tasa de producción de entropía está dado por
{\displaystyle {\dot {S}}_{i}={\dot {Q}}\left({\frac {1}{T_{2}}}-{\frac {1}{T_{1}}}\right).}
Si el flujo de calor es en una barra con longitud L, en el área transversal A, y la conductividad térmica κ, y la diferencia de temperatura es pequeña
{\displaystyle {\dot {Q}}=\kappa {\frac {A}{L}}(T_{1}-T_{2})}
El índice de producción de la entropía es
{\displaystyle {\dot {S}}_{i}=\kappa {\frac {A}{L}}{\frac {(T_{1}-T_{2})^{2}}{T_{1}T_{2}}}.}

### Flujo de materia
En caso de un flujo de volumen {\displaystyle {\dot {V}}} de una presión p1 a p2
{\displaystyle {\dot {S}}_{i}=-\int _{1}^{2}{\frac {\dot {V}}{T}}{\mathrm {d} }p.}
Para gotas de presión pequeña y definiendo la conductancia de flujo C por {\displaystyle {\dot {V}}=C(p_{1}-p_{2})} obtenemos
{\displaystyle {\dot {S}}_{i}=C{\frac {(p_{1}-p_{2})^{2}}{T}}.}
La dependencia de {\displaystyle {\dot {S}}_{i}} en (T1-T2) y en (p1-p2) son cuadráticas. Estas son típicas expresiones de las tasas de producción de entropía en general. Garantizan que la producción de entropía es positiva.

### Entropía de mezclado
En esta sección calcularemos la entropía de mezclado cuándo dos gases ideales se mezclan con el otro. Considere un volumen Vt dividido en dos volúmenes Va y Vb de modo que Vt = Va+Vb. El volumen Va contiene na moles de un gas ideal y un Vb contiene nb moles del gas b. La cantidad total es nt = na+nb. La temperatura y la presión en los dos volúmenes es igual. La entropía en el inicio está dada por 
{\displaystyle S_{t1}=S_{a1}+S_{b1}.}
Cuando la división entre los dos gases es removida los dos gases expandir, comparable a una expansión de Joule-Thomson. En el estado final la temperatura es la misma como la inicial pero los dos gases ahora toman el volumen Vt. La relación de la entropía de n moles de un gas ideal es
{\displaystyle S=nC_{V}\ln {\frac {T}{T_{0}}}+nR\ln {\frac {V}{V_{0}}}}
Con Cv la capacidad térmica molar a volumen constante y R la constante molar de gases.
El sistema es un sistema cerrado adiabático , así la entropía que aumenta durante el mezclado de los dos gases es igual a la producción de entropía. Que está dada por
{\displaystyle S_{i}=S_{t2}-S_{t1}.}
Como la temperatura inicial y final son iguales, los términos de temperatura no tiene ninguna función, así que podemos enfocarnos en los términos de volumen. El resultado es
{\displaystyle S_{i}=n_{a}R\ln {\frac {V_{t}}{V_{a}}}+n_{b}R\ln {\frac {V_{t}}{V_{b}}}.}
Introduciendo la concentración x = na/nt = Va/Vt llegamos en la expresión conocida
{\displaystyle S_{i}=-n_{t}R[x\ln x+(1-x)\ln(1-x)].}

### Expansión de Joule
La expansión de Joule es similar al mezclado descrito antes. Tiene lugar en un sistema adiabático que consiste de un gas y dos contenedores rígidos (a y b) de igual volumen, conectado por una válvula. Inicialmente la válvula está cerrada. El recipiente (a) contiene el gas bajo presión alta mientras el otro recipiente (b) está vacío. Cuándo la válvula se abre el gas fluye del recipiente (a) al (b) hasta que las presiones en los dos recipientes son iguales. El volumen, tomado por el gas, está duplicado mientras la energía interna del sistema es constante (adiabático y ningún trabajo hecho). Suponiendo que el gas es ideal, la energía interna molar está dada por Um = CvT. Cuando Cv es constante,U constante significa T constante. La entropía molar de un gas ideal, como función del volumen molar Vm y T, está descrito por
{\displaystyle S_{m}=C_{V}\ln {\frac {T}{T_{0}}}+R\ln {\frac {V_{m}}{V_{0}}}.}
El sistema, de los dos recipientes y el gas, está cerrado y adiabático, así la producción de entropía durante el proceso es igual al aumento de la entropía del gas. Entonces, duplicando el volumen con T constante, da que la producción de entropía por mol de gas es
{\displaystyle S_{mi}=R\ln 2.}

## Interpretación microscópica
La expansión de Joule da una buena oportunidad para explicar la producción de entropía en términos de la mecánica estadística (microscópicos). En la expansión el volumen, que el gas puede ocupar, es duplicado. Aquello significa que, para cada molécula ahora hay dos posibilidades: pueda ser colocada en el contenedor a o en el b. Si tenemos un mol de gas el número de moléculas es igual al número de Avogadro NA. El aumento de las posibilidades microscópicas es un factor de 2 por molécula por tanto en total un factor 2^NA. Utilizando la conocida expresión de Boltzmann para la entropía.
{\displaystyle S_{m}=k\ln \Omega ,}
Con la constante de Boltzmann "k"  y "Ω" el número de posibilidades microscópicas para darse cuenta del estado macroscópico, da
{\displaystyle S_{mi}=k\ln(2^{N_{A}})=kN_{A}\ln 2=R\ln 2.}
Entonces, en un proceso irreversible, el número de posibilidades microscópicas para darse cuenta del estado macroscópico es aumentada por cierto factor.

## Estabilidad y desigualdades básicas
En esta sección derivamos las desigualdades básicas y condiciones de estabilidad para sistemas cerrados. Para sistemas cerrados la primera ley reduce a: {\displaystyle {\frac {{\mathrm {d} }U}{{\mathrm {d} }t}}={\dot {Q}}-p{\frac {{\mathrm {d} }V}{{\mathrm {d} }t}}+P.}
Reescribimos la segunda ley como:
{\displaystyle {\frac {{\mathrm {d} }S}{{\mathrm {d} }t}}-{\frac {\dot {Q}}{T}}\geq 0.}
Para sistemas adiabáticos {\displaystyle {\dot {Q}}=0} así que dS/dt ≥ 0. En otras palabras: la entropía en sistemas adiabáticos no puede disminuir. En el equilibrio la entropía alcanza su nivel máximo. Los sistemas aislados son un caso especial de sistemas adiabáticos, así que este enunciado también es válido para sistemas aislados.
Ahora considerar sistemas con volumen y temperatura constantes. En muchos casos T es la temperatura de los alrededores con los que el sistema esta en un buen contacto térmico. Ya que V es constante la primera ley da {\displaystyle {\dot {Q}}={\mathrm {d} }U/{\mathrm {d} }t-P.}
Sustituyendo en la segunda ley, y aprovechando que T es constante, da
{\displaystyle {\frac {{\mathrm {d} }(TS)}{{\mathrm {d} }t}}-{\frac {{\mathrm {d} }U}{{\mathrm {d} }t}}+P\geq 0.}
Con la energía libre de Helmholtz, definida como:
{\displaystyle F=U-TS}
Obtenemos
{\displaystyle {\frac {{\mathrm {d} }F}{{\mathrm {d} }t}}-P\leq 0.}
Si P = 0 esto es la formulación matemática de la propiedad general que la energía libre de los sistemas con volumen y temperatura fijos tiende a un mínimo. La expresión puede ser integrada del estado inicial al estado final resultando en:
{\displaystyle W_{S}\leq F_{i}-F_{f}}
Donde Ws es el trabajo hecho por el sistema. Si el proceso dentro del sistema es completamente reversible el signo de igualdad se mantiene. Por ello el trabajo máximo, que puede ser extraído del sistema, es igual a la energía libre del estado inicial menos la energía libre del estado final.
Finalmente consideramos sistemas con presión y temperatura constantes y tomamos P = 0. Cuando la presión es constante, la primera ley da:
{\displaystyle {\frac {{\mathrm {d} }U}{{\mathrm {d} }t}}={\dot {Q}}-{\frac {{\mathrm {d} }(pV)}{{\mathrm {d} }t}}.}
Combinando con en la segunda ley, y considerando T constante, esto da
{\displaystyle {\frac {{\mathrm {d} }(TS)}{{\mathrm {d} }t}}-{\frac {{\mathrm {d} }U}{{\mathrm {d} }t}}-{\frac {{\mathrm {d} }(pV)}{{\mathrm {d} }t}}\geq 0.}
Con la energía libre de Gibbs, definida como
{\displaystyle G=U+pV-TS}
Obtenemos
{\displaystyle {\frac {{\mathrm {d} }G}{{\mathrm {d} }t}}\leq 0.}

## Sistemas homogéneos
En los sistemas homogéneos, la temperatura y la presión están definidos y todos los procesos internos son reversibles. Por ello {\displaystyle {\dot {S}}_{i}=0.} Como resultado de la segunda ley, multiplicado por T, reduce la ecuación a
{\displaystyle T{\frac {{\mathrm {d} }S}{{\mathrm {d} }t}}={\dot {Q}}+{\dot {n}}TS_{m}}
Con P=0 la primera ley se convierte en
{\displaystyle {\frac {{\mathrm {d} }U}{{\mathrm {d} }t}}={\dot {Q}}+{\dot {n}}H_{m}-p{\frac {{\mathrm {d} }V}{{\mathrm {d} }t}}}
Eliminando {\displaystyle {\dot {Q}}} y multiplicando con dt da
{\displaystyle {\mathrm {d} }U=T{\mathrm {d} }S-p{\mathrm {d} }V+(H_{m}-TS_{m}){\mathrm {d} }n.}
Ya que
{\displaystyle H_{m}-TS_{m}=G_{m}=\mu }
Con Gm la energía libre de Gibbs molar y μ el potencial químico molar obtenemos el resultado 
{\displaystyle {\mathrm {d} }U=T{\mathrm {d} }S-p{\mathrm {d} }V+\mu {\mathrm {d} }n.}